# 富勒湖
55°48′N 12°25′E / 55.800°N 12.417°E

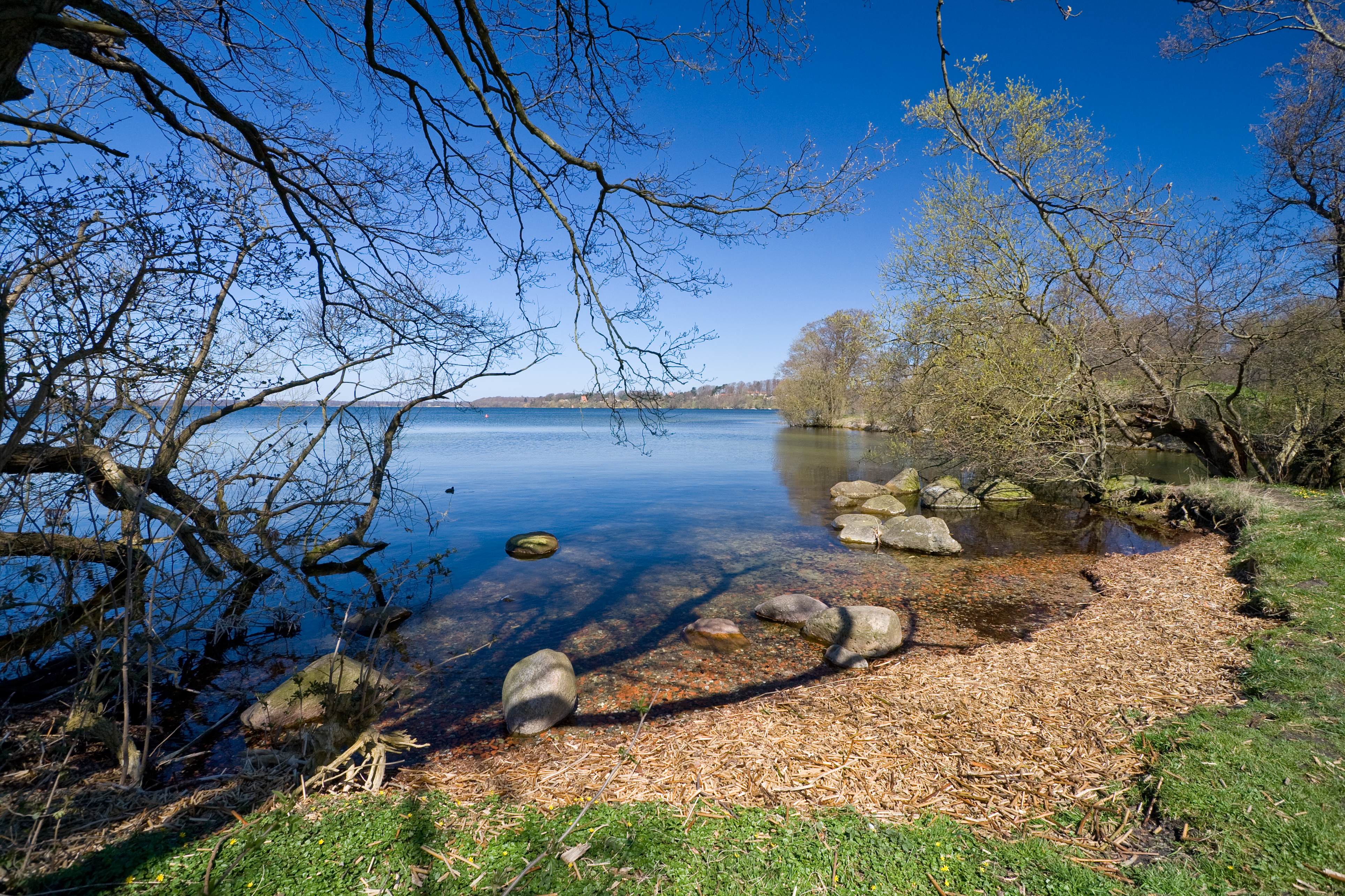
富勒湖

富勒湖（丹麥語：Furesø），是丹麥的湖泊，位於西蘭島東北部，處於首都哥本哈根西北面17公里，長3.9公里、寬4.5公里，面積8平方公里，海拔高度24米，最大水深38米。